# 생방송 도시락
《도시락》은 대한민국 kbc에서 금요일 저녁 6시 50분에 방송되는 kbc의 금요일 저녁 정보 프로그램이다.

## 기획 의도
도시와 시골이 만나 펼쳐지는 다채로운 즐거움, 도시락(樂)! 신개념 로컬리즘 생활정보 매거진 프로그램! 매주 금요일 저녁, 지역의 다양한 소식과 재미를 생생하게 전달합니다.

## MC
- 조민지
- 최창은
- 박한솔

## 방송 시간
| 방송 채널 | 방송 기간                          | 방송 시간                                             |
| --------- | ---------------------------------- | ----------------------------------------------------- |
| kbc       | 2003년 5월 ~ 2003년 11월           | 평일 아침 7시 30분 ~ 8시 30분 (1시간)                 |
| kbc       | 2013년 4월 1일 ~ 2014년 3월 28일   | 평일 아침 7시 30분 ~ 8시 30분 (1시간)                 |
| kbc       | 2007년 5월 23일 ~ 2012년 4월 4일   | 월요일 ~ 목요일 저녁 6시 25분 ~ 7시 15분 (50분)       |
| kbc       | 2012년 4월 5일 ~ 2013년 3월 28일   | 월요일 ~ 목요일 저녁 5시 30분 ~ 7시 20분 (1시간 50분) |
| kbc       | 2014년 3월 31일 ~ 2016년 3월 3일   | 월요일 ~ 목요일 저녁 6시 10분 ~ 7시 5분 (55분)        |
| kbc       | 2016년 3월 11일 ~ 2017년 3월 31일  | 금요일 저녁 6시 10분 ~ 7시 15분 (1시간 5분)           |
| kbc       | 2017년 4월 3일 ~ 2017년 6월 1일    | 월요일 ~ 목요일 저녁 6시 30분 ~ 7시 15분 (45분)       |
| kbc       | 2017년 6월 5일 ~ 2017년 9월 15일   | 월요일 ~ 목요일 저녁 7시 10분 ~ 8시 (50분)            |
| kbc       | 2017년 9월 18일 ~ 2018년 11월 1일  | 월요일 ~ 목요일 저녁 7시 5분 ~ 8시 (55분)             |
| kbc       | 2019년 5월 13일 ~ 2019년 12월 26일 | 월요일 ~ 목요일 저녁 7시 5분 ~ 8시 (55분)             |
| kbc       | 2018년 11월 5일 ~ 2019년 4월 11일  | 월요일 ~ 목요일 저녁 7시 30분 ~ 8시 (30분)            |
| kbc       | 2019년 4월 15일 ~ 2019년 5월 9일   | 월요일 ~ 목요일 저녁 7시 ~ 7시 55분 (55분)            |
| kbc       | 2020년 1월 10일 ~ 2020년 3월 27일  | 금요일 저녁 7시 ~ 8시 (1시간)                         |
| kbc       | 2020년 4월 3일 ~ 2020년 4월 17일   | 금요일 저녁 6시 55분 ~ 7시 50분 (55분)                |
| kbc       | 2020년 9월 25일 ~ 2022년 4월 8일   | 금요일 저녁 6시 55분 ~ 7시 50분 (55분)                |
| kbc       | 2020년 4월 24일 ~ 2020년 9월 18일  | 금요일 저녁 7시 5분 ~ 8시 (55분)                      |
| kbc       | 2022년 4월 16일 ~ 2022년 7월 2일   | 토요일 아침 8시 30분 ~ 오전 9시 30분 (1시간)          |
| kbc       | 2022년 7월 9일 ~ 2022년 10월 15일  | 토요일 아침 8시 40분 ~ 오전 9시 40분 (1시간)          |
| kbc       | 2022년 10월 21일 ~ 현재            | 금요일 저녁 6시 50분 ~ 7시 50분 (1시간)               |

## 타이틀 변천사
| 역대 | 타이틀                  | 방송 기간                         |
| ---- | ----------------------- | --------------------------------- |
| 1대  | 생방송 빛고을 새아침    | 1995년 5월 15일 ~ 일자 미상       |
| 2대  | 생방송 출발 새아침      | 일자 미상                         |
| 3대  | 생방송 남도의 아침      | 2003년 4월 1일 ~ 2003년 11월      |
| 4대  | 생방송 KBC 투데이       | 2007년 5월 23일 ~ 2012년 4월 4일  |
| 5대  | kbc 생방송 투데이       | 2012년 4월 5일 ~ 2013년 3월 28일  |
| 6대  | 생방송 남도의 아침      | 2013년 4월 1일 ~ 2014년 3월 28일  |
| 7대  | kbc 생방송 투데이       | 2014년 3월 31일 ~ 2017년 3월 31일 |
| 8대  | 생방송 TV 블로그 꼼지락 | 2017년 4월 3일 ~ 2019년 12월 26일 |
| 9대  | 내고향 전파             | 2020년 1월 10일 ~ 2022년 4월 8일  |
| 10대 | 남도스럽게              | 2022년 4월 16일 ~ 2023년 4월 1일  |
| 11대 | 도시락                  | 2023년 4월 7일 ~ 현재             |

## 편성 변경 및 결방 사유
- 2020년 10월 16일 ~ 2021년 4월 23일 : 코로나19 확산 방지 및 프로그램 재정비로 인한 방송 일시 중단.
- 2023년 4월 1일 : 생방송 투데이 수중계로 인해 토요일 오전 9시에 방송.

## 같이 보기
- 생방송 투데이